# Смит, Энни Лоррейн
Энни Лоррейн Смит (англ. Annie Lorrain Smith; 23 октября 1854, Ливерпуль — 7 сентября 1937, Лондон) — британский лихенолог, чья работа «Лишайники» (1921) на протяжении нескольких десятилетий оставалась одним из основных учебников по специальности. Она также была микологом и членом-основателем Британского микологического общества, в котором дважды занимала пост президента.

## Детство и отрочество
Энни Лоррейн Смит родилась 23 октября 1854 года в Ливерпуле. Её детство прошло в шотландском графстве Дамфрисшир, где её отец Уолтер возглавлял сельский приход Свободной Церкви Шотландии в Халф-Мортон, в нескольких милях к северу от деревни Гретна-Грин. У неё было несколько братьев и сестёр, также реализовавших свои таланты в различных областях науки. Среди них — патологоанатом, профессор Джеймс Лоррейн Смит.
После окончания школы в Эдинбурге Энни Лоррейн Смит отправилась за границу для изучения французского и немецкого языков, после чего некоторое время работала гувернанткой.

## Научная деятельность
После своего переезда в Лондон в 1888 году, она начала изучать ботанику в Королевском колледже науки, где её научным руководителем стал Д. Г. Скотт. Он нашёл для неё работу в Британском музее; при этом заработная плата для неё выплачивалась специальным фондом, поскольку официально труд женщин в этом заведении использоваться не мог.
В музее она занималась идентификацией недавно собранных грибов, прибывающих из-за рубежа и из различных областей Великобритании, и составлением сообщений о них, а также работала в отделе споровых гербариев этого музея.
В 1904 году Энни Лоррейн Смит стала одной из первых женщин-членов Лондонского Линнеевского общества, что стало возможным после изменения законодательства.
Её научные интересы сосредоточились на лихенологии в 1906 году, когда она согласилась завершить работу над «Монографией о лишайниках Британии», которая осталась неоконченной после смерти Джеймса Кромби. Эта работа позднее привела её к созданию «Иллюстрированного справочника по лишайникам Британии» (1921), в который были включены все известные на тот момент британские лишайники. Этот справочник оставался уникальным специализированным изданием на протяжении четверти века. В том же году был опубликован её труд «Лишайники», который приобрел статус классического текста по специальности.

## Общественная деятельность
Энни Лоррейн Смит была сторонницей идеи о предоставлении женщинам избирательных прав и защиты прав женщин.
В 1931 году, в возрасте 77 лет, она была отмечена включением в список на получение персональной пенсии «В знак признания заслуг перед биологической наукой».
В 1934 году — награждена Орденом Британской империи «За вклад в развитие микологии и лихенологии».
Она умерла в Лондоне в 1937 году.
Для обозначения Энни Лоррейн Смит как автора названий ботанических объектов, используется стандартная аббревиатура A.L.Sm.